# Elena Tudorache
Elena Tudorache (n. 10 februarie 1912, Hârtop Mare, Orhei) - d. ?), a fost un politician de origine evreiască, membră în ilegalitate a partidului comunist din 1929. Pânǎ în 1931 a lucrat la Chișinău ca educatoare. A fost parașutată de sovietici, a fost judecată și condamnată la moarte în august 1944. După ce s-a mutat de la Chișinău la București, a fost responsabila secției de industrie ușoară din cadrul CC al PCR în perioada 1950 - 1952, după  care nu a mai ocupat nici o funcție oficială. Pe data de 11 mai 1948, Elena Tudorache a fost decorată cu „Steaua Republicii Populare Române”, clasa a IV-a. 